# Giro delle Fiandre 1982
Il Giro delle Fiandre 1982, sessantaseiesima edizione della corsa, fu disputato il 4 aprile 1982, per un percorso totale di 267 km. Fu vinto dal belga René Martens, al traguardo con il tempo di 6h35'40" alla media di 40,566 km/h.
Partenza a Sint-Niklaas con 212 ciclisti di cui 51 portarono a termine il percorso.

## Ordine d'arrivo (Top 10)
| Pos. | Corridore           | Squadra     | Tempo    |
| ---- | ------------------- | ----------- | -------- |
| 1    | René Martens        | DAF Trucks  | 6h35'40" |
| 2    | Eddy Planckaert     | Splendor    | a 21"    |
| 3    | Rudy Pevenage       | Capri Sonne | s.t.     |
| 4    | Michel Pollentier   | Safir       | s.t.     |
| 5    | Jan Bogaert         | Europ Decor | a 45"    |
| 6    | Palmiro Masciarelli | Famcucine   | s.t.     |
| 7    | Patrick Versluys    | Boule d'Or  | s.t.     |
| 8    | Géry Verlinden      | Boule d'Or  | s.t.     |
| 9    | Marc Sergeant       | Boule d'Or  | s.t.     |
| 10   | Johan van der Velde | TI Raleigh  | s.t.     |